# Conclave del 1549-1550
Il conclave del 1549–1550 venne convocato a seguito della morte di papa Paolo III e si concluse con l'elezione di papa Giulio III. Fu il secondo conclave più lungo del XVI secolo e quello a cui partecipò il maggior numero di cardinali fino a quel momento. I cardinali elettori (che a un certo punto risultarono presenti in cinquantuno su cinquantaquattro) erano divisi fra tre fazioni: quella legata a Enrico II di Francia, quella a Carlo V d'Asburgo e quella di Alessandro Farnese, il cardinal nipote di papa Paolo III.
Rimasto famoso per l'ampia interferenza delle potenze europee, il conclave doveva principalmente stabilire se e a quali condizioni il Concilio di Trento sarebbe potuto ripartire (ipotesi sostenuta da Carlo V e contrastata da Enrico II) e anche il destino del Ducato di Parma e Piacenza (rivendicato da Carlo V e dalla casa dei Farnese). Il momento, inoltre, era delicato a causa dello scoppio della guerra tra Francia e Inghilterra e della riorganizzazione della Lega di Smalcalda dopo la sconfitta di Mühlberg del 1547. 
Il conclave iniziò il 29 novembre 1549. L'assenza dei cardinali francesi rendeva molto probabile l'elezione del candidato imperiale Reginald Pole il quale arrivò, durante la votazione con accessus del 5 dicembre, vicinissimo al quorum: fu l'intervento del cardinale Carafa (membro più eminente della Congregazione del Sant'Uffizio e papa col nome di Paolo IV due conclavi dopo) a impedirne l'elezione; quest'ultimo annunciò pubblicamente che il cardinale Pole era sospetto di eresia e per questo non eleggibile al soglio pontificio. Le votazioni proseguirono con l'arrivo dei cardinali francesi una settimana dopo ma i candidati favoriti, Pole e Carafa, continuarono a fronteggiarsi in una situazione di stallo. Il 7 febbraio 1550 fu eletto come compromesso il cardinale Giovanni Maria Ciocchi del Monte, che prese il nome di Giulio III: fu una scelta scaturita dalla stanchezza e dallo sfacelo del partito filoasburgico.
I francesi speravano che Giulio III sarebbe stato ostile agli interessi del Sacro Romano Impero. Tuttavia, le tensioni tra lui e il re francese esplosero quando il papa riunì il Concilio di Trento nel novembre 1550 arrivando fino alla minaccia di uno scisma nell'agosto 1551 e alla breve guerra di Parma, combattuta tra le truppe francesi alleate con Ottavio Farnese e un esercito pontificio imperiale.
I prelati francesi non parteciparono alle sessioni del 1551–1552 del Concilio di Trento e furono anche restii e lenti ad accettarne le riforme; inoltre, dato che Enrico II non aveva permesso a nessun cardinale francese di risiedere a Roma, molti non parteciparono all'elezione di papa Marcello II, ma arrivarono a Roma giusto in tempo per eleggere papa Paolo IV successore di Marcello II dopo il suo breve regno.

## I cardinali elettori
Al conclave presero parte fino a 51 dei 54 cardinali che ne avevano diritto, ma due lasciarono il conclave prima del termine e morirono prima che venisse eletto il nuovo papa. Parteciparono dunque alla votazione finale 49 cardinali.

### Cardinali presenti in conclave
| Nome                                | Paese                          | Titolo                                                                               | Ruolo | Nascita | Concistoro |
| ----------------------------------- | ------------------------------ | ------------------------------------------------------------------------------------ | --- | ------- | ---------- |
| Giovanni Domenico De Cupis          | Stato Pontificio               | Cardinale vescovo di Ostia e Velletri                                                | Decano del Collegio dei Cardinali | 1493    | 01/07/1517 |
| Giovanni Salviati                   | Ducato di Firenze              | Cardinale vescovo di Porto e Santa Rufina                                            | Vice-decano del Collegio dei Cardinali | 1490    | 01/07/1517 |
| Philippe de la Chambre              | Regno di Francia               | Cardinale vescovo di Frascati                                                        | Amministratore apostolico di Quimper; Abate commendatario di Saint-Pierre de Corbie                                                                  | 1490    | 07/11/1533 |
| Ennio Filonardi                     | Stato Pontificio               | Cardinale vescovo di Albano                                                          | Amministratore apostolico di Montefeltro | 1466    | 22/12/1536 |
| Gian Pietro Carafa                  | Regno di Napoli                | Cardinale vescovo di Sabina                                                          | Arcivescovo di Napoli; futuro Papa Paolo IV nel 1559                                                                                                 | 1476    | 22/12/1536 |
| Giovanni Maria Ciocchi del Monte    | Stato Pontificio               | Cardinale vescovo di Palestrina                                                      | Legato apostolico di Bologna; Vescovo di Pavia; Eletto Papa Giulio III                                                                               | 1487    | 22/12/1536 |
| Innocenzo Cybo                      | Repubblica di Genova           | Cardinale-diacono di Santa Maria in Domnica                                          | Cardinale protodiacono; Cardinal nipote; Arcivescovo metropolita di Genova; Amministratore di Marsiglia                                              | 1491    | 01/07/1517 |
| Louis de Bourbon de Vendôme         | Regno di Francia               | Cardinale-presbitero di Santa Sabina                                                 | Vescovo di Laon, amministratore di Sens; Abate commendatario di Saint Denis                                                                          | 1493    | 01/07/1517 |
| Niccolò Ridolfi                     | Ducato di Firenze              | Cardinale diacono di Santa Maria in Via Lata                                         | Vescovo di Vicenza | 1501    | 01/07/1517 |
| Francesco Pisani                    | Repubblica di Venezia          | Cardinale presbitero di San Marco                                                    | Abate generale dell'Ordine dei canonici regolari premostratensi; Abate commendatario di Prémontré                                                    | 1494    | 01/07/1517 |
| Giovanni di Lorena                  | Regno di Francia               | Cardinale diacono di Sant'Onofrio                                                    | Principe-vescovo di Metz, Amministratore di Narbona, Agen e Nantes; Abate commendatario di Sainte-Trinité de Fécamp                                  | 1498    | 28/05/1518 |
| Niccolò Gaddi                       | Ducato di Firenze              | Cardinale diacono dei Santi Vito e Modesto in Macello Martyrum                       | Abate commendatario d'Ainay | 1518    | 03/05/1527 |
| François de Tournon                 | Regno di Francia               | Cardinale presbitero dei Santi Marcellino e Pietro                                   | Arcivescovo di Auch; Abate commendatario di Chaise-Dieu, Saint-Germain-des-Prés e Moutiers-Saint-Jean                                                | 1489    | 09/03/1530 |
| Guido Ascanio Sforza di Santa Fiora | Stato Pontificio               | Cardinale diacono di Sant'Eustachio                                                  | Camerlengo di Santa Romana Chiesa; Arciprete della Basilica Liberiana di Santa Maria Maggiore; Amministratore apostolico di Parma e di Montefiascone | 1518    | 18/12/1534 |
| Ercole Gonzaga                      | Ducato di Mantova              | Cardinale diacono e presbitero di Santa Maria Nuova                                  | Vescovo di Mantova; Reggente del Ducato di Mantova                                                                                                   | 1505    | 03/05/1527 |
| Girolamo Doria                      | Repubblica di Genova           | Cardinale diacono di San Tommaso in Parione                                          | Amministratore di Tarragona | 1495    | 03/01/1529 |
| Odet de Coligny                     | Regno di Francia               | Cardinale diacono di Sant'Adriano al Foro                                            | Amministratore di Beauvais e di Tolosa | 1517    | 07/11/1533 |
| Alessandro Farnese                  | Stato Pontificio               | Cardinale presbitero di San Lorenzo in Damaso                                        | Amministratore di Avignone, Viseu e Monreale; Cardinal nipote                                                                                        | 1520    | 18/12/1534 |
| Jean du Bellay                      | Regno di Francia               | Cardinale presbitero di San Crisogono                                                | Amministratore apostolico di Bordeaux; Abate commendatario di Pontigny, Saint-Georges-Buttavent e di Thiron-Gardais                                  | 1492    | 21/05/1535 |
| Rodolfo Pio                         | Ducato di Ferrara              | Cardinale presbitero di Santa Maria in Trastevere                                    | Amministratore apostolico di Agrigento; Protettore del Santuario della Santa Casa di Loreto                                                          | 1500    | 22/12/1536 |
| Reginald Pole                       | Regno d'Inghilterra            | Cardinale diacono e presbitero di Santa Maria in Cosmedin                            | Arcivescovo di Canterbury | 1500    | 22/12/1536 |
| Niccolò Caetani di Sermoneta        | Stato Pontificio               | Cardinale diacono di San Nicola in Carcere                                           | Amministratore apostolico di Bisignano | 1526    | 22/12/1536 |
| Juan Álvarez de Toledo, O.P.        | Regno di Spagna                | Cardinale presbitero di San Clemente                                                 | Vescovo di Burgos; Abate commendatario di Saint-Remi de Reims                                                                                        | 1488    | 20/12/1538 |
| Robert de Lénoncourt                | Regno di Francia               | Cardinale presbitero di Sant'Apollinare alle Terme Neroniane-Alessandrine            | Vescovo di Châlons | 1490    | 20/12/1538 |
| Ippolito II d'Este                  | Ducato di Ferrara              | Cardinale diacono e presbitero di Santa Maria in Aquiro                              | Amministratore apostolico di Autun e Milano; abate commendatario di Notre-Dame de Breteuil, Chaalis                                                  | 1509    | 20/12/1538 |
| Antoine Sanguin de Meudon           | Regno di Francia               | Cardinale diacono di Santa Maria in Portico Octaviae                                 | Vescovo di Orléans; Abate commendatario di Fleury, Vézelay, Vaux-de-Cernay                                                                           | 1493    | 19/12/1539 |
| Marcello Cervini degli Spannocchi   | Stato Pontificio               | Cardinale presbitero di Santa Croce in Gerusalemme; futuro papa Marcello II nel 1555 | Vescovo di Gubbio; Bibliotecario di Santa Romana Chiesa                                                                                              | 1501    | 19/12/1539 |
| Francisco Mendoza Bobadilla         | Regno di Spagna                | Cardinale presbitero di Santa Maria in Ara Coeli                                     | Vescovo di Coria | 1508    | 19/12/1544 |
| Giacomo Savelli                     | Stato Pontificio               | Cardinale diacono dei Santi Cosma e Damiano                                          | Legato Apostolico della Marca Anconitana; Amministratore apostolico di Nicastro                                                                      | 1523    | 19/12/1539 |
| Miguel da Silva                     | Regno del Portogallo           | Cardinale presbitero di Santa Prassede                                               | Amministratore apostolico di Massa e Populonia | 1480    | 19/12/1539 |
| Giovanni Morone                     | Ducato di Milano               | Cardinale presbitero di Santo Stefano al Monte Celio                                 | Camerlengo del Collegio Cardinalizio | 1509    | 02/06/1542 |
| Marcello Crescenzi                  | Stato Pontificio               | Cardinale presbitero di San Marcello                                                 | Amministratore apostolico di Conza | 1500    | 02/06/1542 |
| Cristoforo Madruzzo                 | Principato vescovile di Trento | Cardinale presbitero di San Cesareo in Palatio                                       | Principe vescovo di Trento e Bressanone | 1512    | 02/06/1542 |
| Bartolomé de la Cueva y Toledo      | Regno di Spagna                | Cardinale presbitero di San Matteo in Merulana                                       | Amministratore apostolico di Frigento | 1499    | 19/12/1544 |
| Georges d'Armagnac                  | Regno di Francia               | Cardinale presbitero dei Santi Giovanni e Paolo                                      | Arcivescovo metropolita di Tours; Vescovo di Rodez; Abate commendatario di Belleperche                                                               | 1501    | 19/12/1544 |
| Ottone di Waldburg                  | Sacro Romano Impero            | Cardinale presbitero di Santa Balbina                                                | Principe-vescovo di Augusta | 1514    | 19/12/1544 |
| Andrea Corner                       | Repubblica di Venezia          | Cardinale diacono di San Teodoro                                                     | Vescovo di Brescia | 1511    | 19/12/1544 |
| Girolamo Recanati Capodiferro       | Stato Pontificio               | Cardinale diacono di San Giorgio in Velabro                                          | Datario di Sua Santità; Vescovo di San Giovanni di Morian; Abate commendatario di Moutiers-Saint-Jean                                                | 1502    | 19/12/1544 |
| Francesco Sfondrati                 | Ducato di Milano               | Cardinale presbitero di Sant'Anastasia                                               | Vescovo di Cremona | 1493    | 19/12/1544 |
| Federico Cesi                       | Stato Pontificio               | Cardinale presbitero di San Pancrazio fuori le mura                                  | Amministratore apostolico di Caserta | 1500    | 19/12/1544 |
| Durante de Duranti                  | Repubblica di Venezia          | Cardinale presbitero dei Santi XII Apostoli                                          | Vescovo di Cassano | 1507    | 19/12/1544 |
| Tiberio Crispo                      | Stato Pontificio               | Cardinale diacono e presbitero di Sant'Agata alla Suburra                            | Amm. apostolico di Amalfi | 1498    | 19/12/1544 |
| Pedro Pacheco de Villena            | Regno di Spagna                | Cardinale presbitero                                                                 | Vescovo di Jaén | 1488    | 16/12/1545 |
| Georges d'Amboise                   | Regno di Francia               | Cardinale presbitero di Santa Susanna                                                | Arcivescovo metropolita di Rouen; Abate commendatario di Cerisy-la-Forêt                                                                             | 1488    | 16/12/1545 |
| Ranuccio Farnese, O.S.Io.Hieros.    | Stato Pontificio               | Cardinale diacono di Sant'Angelo in Pescheria                                        | Patriarca titolare di Costantinopoli; Penitenziere maggiore; Amministratore apostolico di Ravenna                                                    | 1530    | 16/12/1545 |
| Carlo di Lorena                     | Regno di Francia               | Cardinale presbitero di Santa Cecilia                                                | Arcivescovo di Reims; Abate commendatario di Cluny                                                                                                   | 1524    | 27/07/1547 |
| Giulio Feltrio della Rovere         | Ducato di Urbino               | Cardinale diacono e presbitero di San Pietro in Vincoli, diaconia pro illa vice      | Vescovo di Urbino; Legato apostolico di Perugia e dell'Umbria; Abate commendatario di San Vittore di Marsiglia                                       | 1533    | 27/07/1547 |
| Carlo di Borbone-Vendôme            | Regno di Francia               | Cardinale diacono di San Sisto                                                       | Vescovo di Saintes; Abate commendatario di Trinité de Vendôme                                                                                        | 1523    | 09/01/1548 |
| Girolamo Verallo                    | Stato Pontificio               | Cardinale presbitero dei Santi Silvestro e Martino ai Monti                          | Vescovo di Capaccio | 1497    | 08/04/1549 |
| Giovanni Angelo Medici di Marignano | Ducato di Milano               | Cardinale presbitero di Santa Pudenziana                                             | Arcivescovo metropolita di Ragusa di Dalmazia; futuro papa Pio IV nel 1559                                                                           | 1499    | 08/04/1549 |
| Bernardino Maffei                   | Stato Pontificio               | Cardinale presbitero di San Ciriaco alle Terme                                       | Arcivescovo metropolita di Chieti | 1514    | 08/04/1549 |

Non parteciparono al conclave tre cardinali:
1. Claude de Longwy de Givry, vescovo di Poitiers;
2. Jacques d'Annebaut, vescovo di Lisieux;
3. Enrico I del Portogallo, arcivescovo di Évora.